# Brunémont
Brunémont ist eine französische Gemeinde mit 711 Einwohnern (Stand: 1. Januar 2022) im Département Nord in der Region Hauts-de-France. Sie gehört zum Arrondissement Douai und zum Kanton Aniche. Die Einwohner werden Brunémontois und Brunémontoises genannt.

## Geographie
Brunémont liegt an der Grenze zum Département Pas-de-Calais, etwa elf Kilometer südsüdöstlich von Douai und wird im Süden durch die Sensée und einen ihrer Seen (Marais de Brunémont) begrenzt. Umgeben wird Brunémont von den Nachbargemeinden Bugnicourt im Norden und Nordosten, Aubigny-au-Bac im Osten und Südosten, Oisy-le-Verger im Süden und Südwesten sowie Arleux im Westen.

## Bevölkerungsentwicklung
| Jahr                       | 1962 | 1968 | 1975 | 1982 | 1990 | 1999 | 2006 | 2013 | 2020 |
| Einwohner                  | 328  | 372  | 390  | 355  | 376  | 408  | 531  | 699  | 710  |
| Quellen: Cassini und INSEE |      |      |      |      |      |      |      |      |      |

## Sehenswürdigkeiten
- Kirche Notre-Dame-de-l’Assomption aus dem Jahr 1758
- Reste des Schlosses Brunémont (erhaltenes Portal)

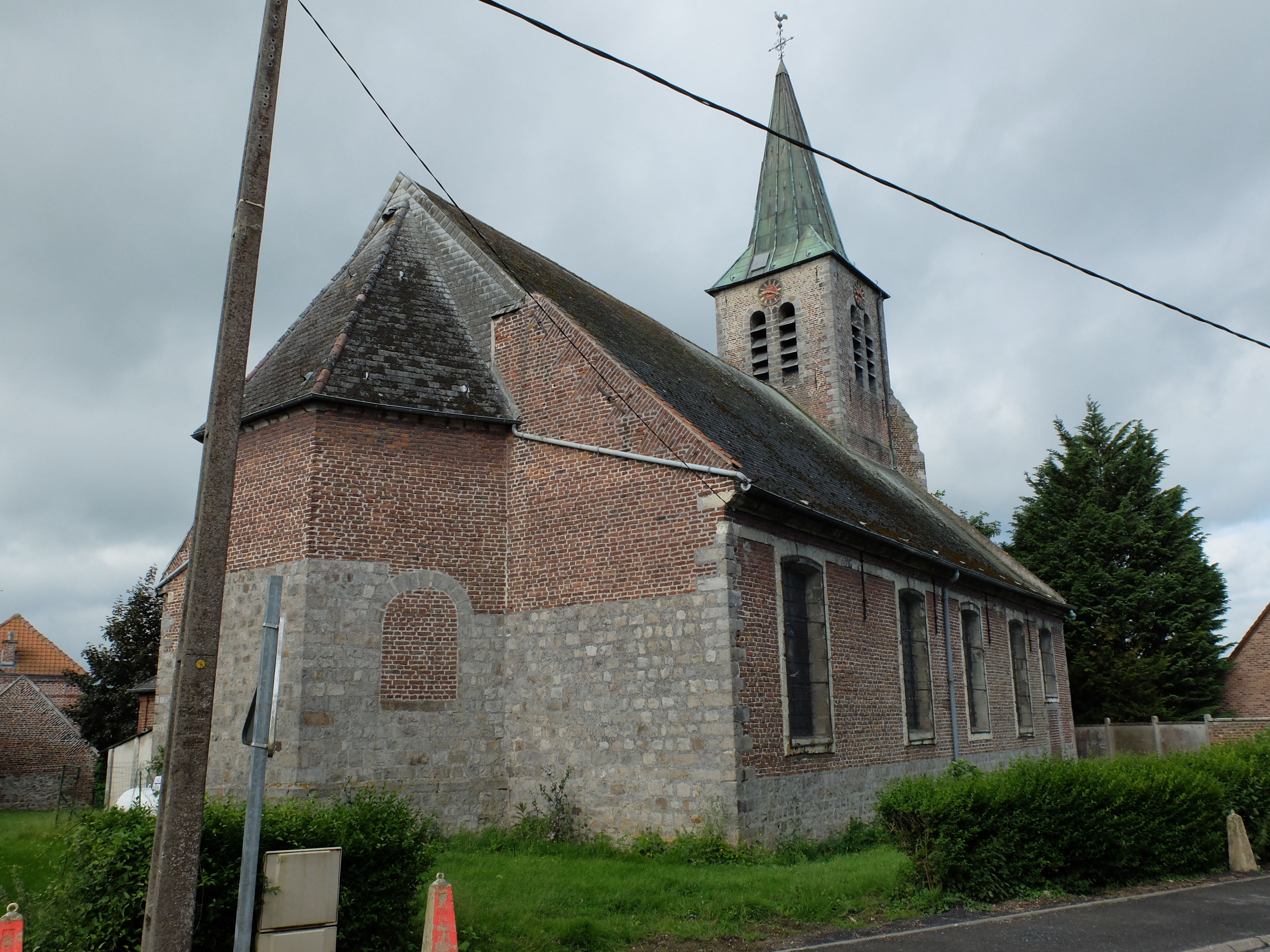
Kirche Notre-Dame-de-l’Assomption
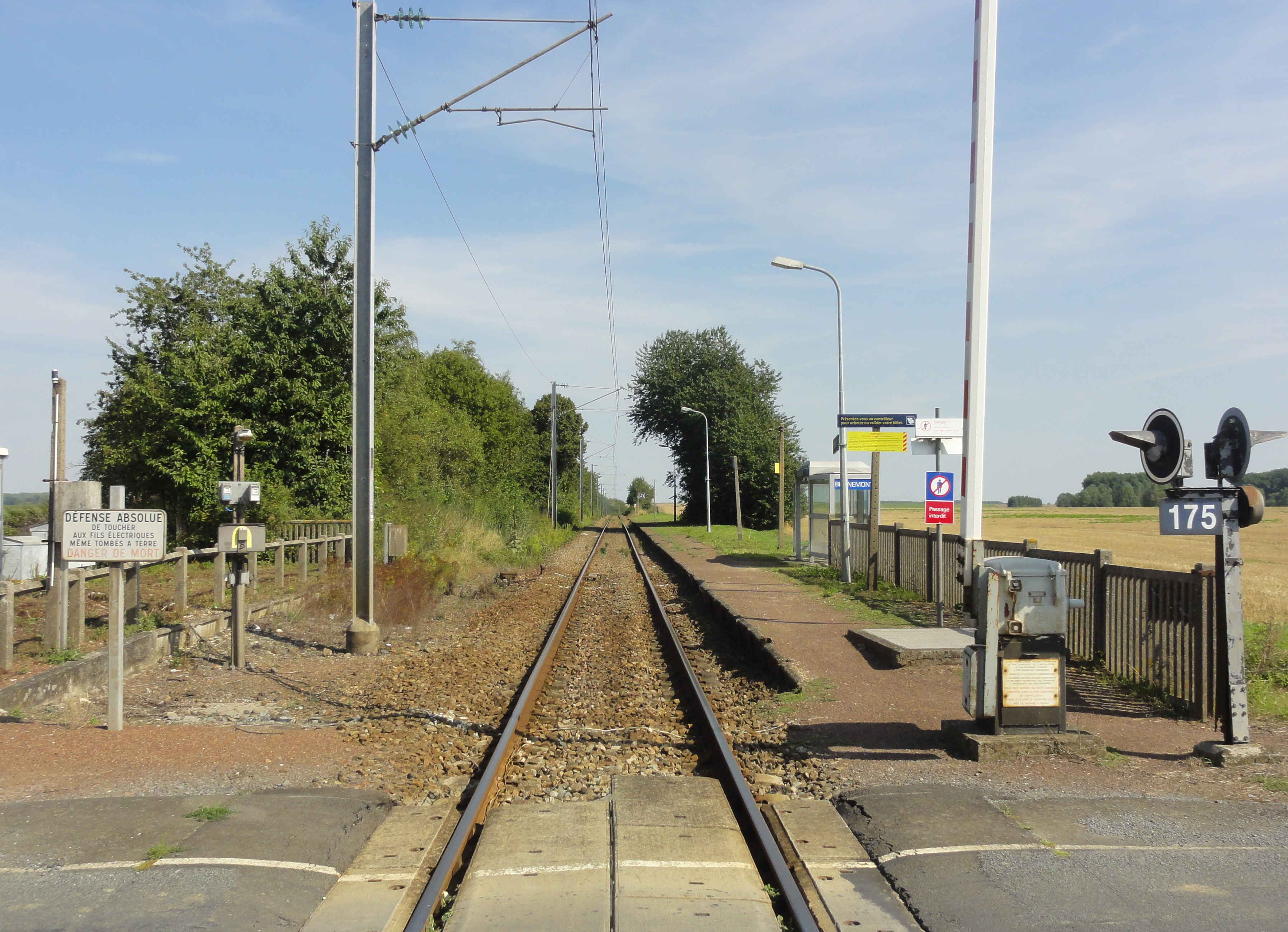
Bahnhalt Brunémont